# Puchar Azji U-23 w piłce nożnej 2024 (eliminacje)
Eliminacje do Pucharu Azji U-23 w piłce nożnej rozpoczęły się 6 września, a zakończą się 12 września 2023. Eliminacje mają na celu wyłonienie piętnastu drużyn, które obok gospodarza, reprezentacji Kataru zagrają w turnieju finałowym. Piłkarze urodzeni po 1 stycznia 2000 roku są dopuszczeni do gry.

## Format eliminacji
Eliminacje toczone są w 10 grupach czterozespołowych i jednej trzyzespołowej. 11 zwycięzców grup i cztery zespoły z drugiego miejsca awansują do turnieju. Malediwy i Korea Północna zostały wycofane.

## Losowanie grup
Na podstawie:
Do udziału w eliminacjach zgłosiły się 43 federacje krajowe. Drużyny zostały podzielone na cztery koszyki. Liczba drużyn w każdym koszyku zależała, od tego kto jest gospodarzem. Wyszczególniono osobny koszyk, gospodarzy.
| Koszyk 1                                                                                  |
| ----------------------------------------------------------------------------------------- |
| Japonia U-23 Australia U-23 Irak U-23 Turkmenistan U-23 Zjednoczone Emiraty Arabskie U-23 |

| Koszyk 2                                                                             |
| ------------------------------------------------------------------------------------ |
| Iran U-23 Malezja U-23 Mjanma U-23 Kambodża U-23 Syria U-23 Indie U-23 Singapur U-23 |

| Koszyk 3 |
| --- |
| Kirgistan U-23 Palestyna U-23 Jemen U-23 Timor Wschodni U-23 Chińskie Tajpej U-23 Liban U-23 Laos U-23 Bangladesz U-23 Hongkong U-23 Chiny U-23 Malediwy U-23 Oman U-23 |

| Koszyk 4 |
| --- |
| Mongolia U-23 Filipiny U-23 Afganistan U-23 Brunei U-23 Korea Północna U-23 Guam U-23 Makau U-23 Pakistan U-23 Katar U-23 |

| Koszyk gospodarzy |
| --- |
| Bahrajn U-23 Chiny U-23 Indonezja U-23 Jordania U-23 Korea Południowa U-23 Kuwejt U-23 Arabia Saudyjska U-23 Tadżykistan U-23 Tajlandia U-23 Uzbekistan U-23 Wietnam U-23 |

## Mecze
W przypadku równej liczby punktów, zespoły są klasyfikowane według następujących zasad.
1. liczba punktów zdobytych w meczach między tymi drużynami,
2. różnica bramek strzelonych w meczach tych drużyn,
3. bramki zdobyte w meczach tych drużyn,
4. bramki na wyjeździe zdobyte w meczach tych drużyn,
5. jeśli więcej niż dwie drużyny miały identyczny dorobek i po zastosowaniu powyższych zasad wciąż co najmniej dwie drużyny mają identyczny dorobek, powyższe zasady stosuje się ponownie tylko dla zainteresowanych drużyn. Jeśli nie da to rozstrzygnięcia i wciąż dwie drużyny będą miały identyczny dorobek stosuje się zasady poniżej,
6. różnica bramek we wszystkich meczach grupowych,
7. liczba strzelonych bramek we wszystkich meczach grupowych,
8. liczba strzelonych bramek we wszystkich meczach wyjazdowych,
9. liczba wygranych meczów w fazie grupowej,
10. liczba wygranych meczów wyjazdowych w fazie grupowej,
11. liczba kar indywidualnych we wszystkich meczach (1 punkt za żółtą kartkę, 3 punkty za czerwoną kartkę (również tę za dwie żółte kartki)),
12. pozycja w rankingu UEFA.

Legenda do tabelek
| Awans do Mistrzostw Europy |
| Brak kwalifikacji          |
| Drużyny wycofane           |

- Pkt – liczba punktów
- M – liczba meczów
- W – wygrane
- R – remisy
- P – porażki
- Br+ – bramki zdobyte
- Br− – bramki stracone
- +/− – różnica bramek

### Grupa A
Mecze tej grupy rozgrywane są w Jordanii.
| Reprezentacja | M | W | R | P | Br+ | Br- | +/- | Pkt. |
| ------------- | - | - | - | - | --- | --- | --- | ---- |
| Jordania U-23 | 3 | 3 | 0 | 0 | 12  | 0   | +12 | 9    |
| Oman U-23     | 3 | 2 | 0 | 1 | 5   | 1   | +4  | 6    |
| Syria U-23    | 3 | 1 | 0 | 2 | 11  | 4   | +7  | 3    |
| Brunei U-23   | 3 | 0 | 0 | 3 | 0   | 23  | -23 | 0    |

### Grupa B
Mecze tej grupy rozgrywane są w Korei Południowej.

Katar, pomimo zapewnionego udziału w turnieju, brał udział w eliminacjach, a jego spotkania są traktowane jako towarzyskie.
| Reprezentacja         | M | W | R | P | Br+ | Br- | +/- | Pkt. |
| --------------------- | - | - | - | - | --- | --- | --- | ---- |
| Katar U-23            | 3 | 3 | 0 | 0 | 9   | 0   | +9  | 9    |
| Korea Południowa U-23 | 3 | 2 | 0 | 1 | 4   | 2   | +2  | 6    |
| Kirgistan U-23        | 3 | 0 | 1 | 2 | 1   | 3   | -2  | 1    |
| Mjanma U-23           | 3 | 0 | 1 | 2 | 1   | 10  | -9  | 1    |

### Grupa C
Mecze tej grupy rozgrywane są w Wietnamie.
| Reprezentacja | M | W | R | P | Br+ | Br- | +/- | Pkt. |
| ------------- | - | - | - | - | --- | --- | --- | ---- |
| Wietnam U-23  | 3 | 2 | 1 | 0 | 9   | 2   | +7  | 7    |
| Jemen U-23    | 3 | 2 | 0 | 1 | 8   | 1   | +7  | 6    |
| Singapur U-23 | 3 | 0 | 2 | 1 | 3   | 6   | -3  | 2    |
| Guam U-23     | 3 | 0 | 1 | 2 | 2   | 12  | -10 | 0    |

### Grupa D
Mecze tej grupy rozgrywane są w Bahrajnie.
| Reprezentacja  | M | W | R | P | Br+ | Br- | +/- | Pkt. |
| -------------- | - | - | - | - | --- | --- | --- | ---- |
| Japonia U-23   | 3 | 2 | 1 | 0 | 7   | 0   | +7  | 7    |
| Palestyna U-23 | 3 | 2 | 0 | 1 | 3   | 2   | +1  | 6    |
| Bahrajn U-23   | 3 | 1 | 1 | 1 | 3   | 2   | +1  | 4    |
| Pakistan U-23  | 3 | 0 | 0 | 3 | 2   | 11  | -9  | 0    |

### Grupa E
Mecze tej grupy rozgrywane są w Uzbekistanie.
| Reprezentacja   | M | W | R | P | Br+ | Br- | +/- | Pkt. |
| --------------- | - | - | - | - | --- | --- | --- | ---- |
| Uzbekistan U-23 | 3 | 3 | 0 | 0 | 19  | 1   | +18 | 9    |
| Iran U-23       | 3 | 2 | 0 | 1 | 7   | 1   | +6  | 6    |
| Hongkong U-23   | 3 | 0 | 1 | 2 | 1   | 12  | -11 | 1    |
| Afganistan U-23 | 3 | 0 | 1 | 2 | 0   | 13  | -13 | 1    |

### Grupa F
Mecze tej grupy rozgrywane są w Kuwejcie.
| Reprezentacja       | M | W | R | P | Br+ | Br- | +/- | Pkt. |
| ------------------- | - | - | - | - | --- | --- | --- | ---- |
| Irak U-23           | 3 | 2 | 1 | 0 | 21  | 2   | +19 | 7    |
| Kuwejt U-23         | 3 | 2 | 1 | 0 | 9   | 2   | +7  | 7    |
| Timor Wschodni U-23 | 3 | 1 | 0 | 2 | 5   | 10  | -5  | 3    |
| Makau U-23          | 3 | 0 | 0 | 3 | 0   | 21  | -21 | 0    |

### Grupa G
Mecze tej grupy rozgrywane są w Chinach.
| Reprezentacja                     | M | W | R | P | Br+ | Br- | +/- | Pkt. |
| --------------------------------- | - | - | - | - | --- | --- | --- | ---- |
| Zjednoczone Emiraty Arabskie U-23 | 2 | 1 | 1 | 0 | 3   | 0   | +3  | 4    |
| Chiny U-23                        | 2 | 1 | 1 | 0 | 2   | 1   | +1  | 4    |
| Indie U-23                        | 2 | 0 | 0 | 2 | 1   | 5   | -4  | 0    |
| Malediwy U-23                     | 0 | 0 | 0 | 0 | 0   | 0   | 0   | 0    |

### Grupa H
Mecze tej grupy rozgrywane są w Tajlandii.
| Reprezentacja   | M | W | R | P | Br+ | Br- | +/- | Pkt. |
| --------------- | - | - | - | - | --- | --- | --- | ---- |
| Tajlandia U-23  | 3 | 3 | 0 | 0 | 9   | 0   | +9  | 9    |
| Malezja U-23    | 3 | 2 | 0 | 1 | 6   | 1   | +5  | 6    |
| Filipiny U-23   | 3 | 1 | 0 | 2 | 1   | 9   | -8  | 3    |
| Bangladesz U-23 | 3 | 0 | 0 | 3 | 0   | 6   | -6  | 0    |

### Grupa I
Mecze tej grupy rozgrywane są w Tadżykistanie.
| Reprezentacja       | M | W | R | P | Br+ | Br- | +/- | Pkt. |
| ------------------- | - | - | - | - | --- | --- | --- | ---- |
| Australia U-23      | 2 | 1 | 1 | 0 | 8   | 2   | +6  | 4    |
| Tadżykistan U-23    | 2 | 1 | 1 | 0 | 3   | 2   | +1  | 4    |
| Laos U-23           | 2 | 0 | 0 | 2 | 2   | 9   | -7  | 0    |
| Korea Północna U-23 | 0 | 0 | 0 | 0 | 0   | 0   | 0   | 0    |

### Grupa J
Mecze tej grupy rozgrywane są w Arabii Saudyjskiej.
| Reprezentacja         | M | W | R | P | Br+ | Br- | +/- | Pkt. |
| --------------------- | - | - | - | - | --- | --- | --- | ---- |
| Arabia Saudyjska U-23 | 3 | 3 | 0 | 0 | 12  | 2   | +10 | 9    |
| Kambodża U-23         | 3 | 1 | 1 | 1 | 5   | 9   | -4  | 4    |
| Liban U-23            | 3 | 0 | 2 | 1 | 3   | 6   | -3  | 2    |
| Mongolia U-23         | 3 | 0 | 1 | 2 | 3   | 6   | -3  | 1    |

### Grupa K
Mecze tej grupy rozgrywane są w Indonezji.
| Reprezentacja        | M | W | R | P | Br+ | Br- | +/- | Pkt. |
| -------------------- | - | - | - | - | --- | --- | --- | ---- |
| Indonezja U-23       | 2 | 2 | 0 | 0 | 11  | 0   | +11 | 6    |
| Turkmenistan U-23    | 2 | 1 | 0 | 1 | 4   | 2   | +2  | 3    |
| Chińskie Tajpej U-23 | 2 | 0 | 0 | 2 | 0   | 13  | -13 | 0    |